# 산동읍
산동읍(山東邑)은 대한민국 경상북도 구미시의 읍이다. 넓이는 59.33km2이고, 인구는 2020년 12월말 주민등록 기준으로 2만 6619명이다.

## 역사
1413년(조선 태종 13년) 몽대방(夢臺坊). 산외방(山外坊)으로 칭했다. 일제강점기인 1914년에 선산군 산동면으로 지정되었고, 1973년에는 도산1·2리가 군위군 소보면에 편입되었다. 1995년 시·군 통합에 따라 통합 구미시에 편입되었다. 2021년 1월 1일에 산동면에서 산동읍으로 승격되었다.
장천면과 더불어 구미시의 행정구역 중 대구 시내버스(칠곡3번)가 들어오는 곳으로, 대구 시내버스가 운행하는 시계외 행정구역 중 최북단 지역이다.

## 행정 구역
- 도중리(道中里)
- 봉산리(鳳山里)
- 임천리(林泉里)
- 동곡리(東谷里)
- 인덕리(仁德里)
- 송산리(松山里)
- 백현리(栢峴里)
- 신당리(新堂里)
- 적림리(積林里)
- 성수리(星水里)

## 교육
- 산동초등학교
- 송백분교장 (폐교)
- 구미인덕초등학교
- 구미신당초등학교
- 구미원당초등학교
- 구미적림초등학교 (예정)
- 초등학교 (예정)
- 산동중학교
- 구미인덕중학교
- 구미당중학교 [옥계북중학교] (예정)
- 구미적림중학교 (예정)
- 중학교 (예정)
- 구미산동고등학교
- 고등학교 (예정)
- 경운대학교

## 아파트
| 단지명                                 | 건설사         | 시행사           | 주소                     | 입주              | 비고 |
| -------------------------------------- | -------------- | ---------------- | ------------------------ | ----------------- | ---- |
| 구미확장단지 우미린 풀하우스           | 우미건설       | ㈜서령개발       | 신당인덕3로 1 (인덕리)   | 2016년 12월       |      |
| 구미확장단지 우미린 센트럴파크         | 우미건설       | ㈜새빛종합건설   | 신당3로 16 (신당리)      | 2017년 6월        |      |
| 구미확장단지 중흥S-클래스 에코시티     | ㈜중흥토건     | ㈜중흥에스클래스 | 신당인덕1로 135 (인덕리) | 2017년 8월        |      |
| 구미확장단지 중흥S-클래스 에듀포레     | 중흥건설       | ㈜중흥산업개발   | 신당인덕3로 16 (인덕리)  | 2024년 1월        |      |
| 구미확장단지 골드클래스                | ㈜세종종합건설 | ㈜세종건설       | 신당3로 43 (신당리)      | 2017년 10월       |      |
| 구미확장단지 골드디움                  | ㈜보광종합건설 | ㈜골드디움       | 신당3로 15 (신당리)      | 2019년 2월        |      |
| 구미확장단지 호반베르디움 엘리트시티   | ㈜호반산업     | ㈜티에스자산개발 |                          | 2019년 4월        |      |
| 구미확장단지 쌍용예가 더파크           | 쌍용건설       | ㈜지엠피앤디     |                          | 2019년 1월        |      |
| 구미하이테크밸리 대광로제비앙 메가시티 | ㈜대광건영     | 대광에이엠씨㈜   |                          | 2027년 3월 (예정) |      |

## 같이 보기
- 2012년 구미 가스 누출 사고